# Ken'ichi Enomoto
Ken'ichi Enomoto (榎本 健?, Enomoto Ken'ichi), noto anche con lo pseudonimo di Enoken  (エノケン?) (Aoyama, 11 ottobre 1904 – 7 gennaio 1970), è stato un attore e comico giapponese.
Considerato un grande innovatore durante il suo periodo di massimo splendore, Enoken, con i suoi spettacoli teatrali, le sue apparizioni radiofoniche e i ruoli cinematografici, influenzò il teatro di Tokyo prima della seconda guerra mondiale, e fu un catalizzatore per il rilancio della commedia nel dopoguerra.

## Biografia
Nato ad Aoyama, prefettura di Tokyo, figlio di negozianti di cracker di riso, Enomoto si appassionò al teatro grazie agli attori dell'Asakusa Opera quali Taya Rikizo e Fujiwara Yoshie, e nel 1922 fece il suo debutto sul palco all'età di 18 anni come membro del coro del Teatro Asakusa Kinryukan. Il grande terremoto di Kantō dell'anno successivo diede un duro colpo al mondo del teatro drammatico e così egli passò a quello comico. Interpretando piccoli ruoli in varie produzioni, tornò sul palco di Asakusa nel 1929 come parte della compagnia Casino Folies. L'anno seguente lanciò la sua Enoken Gekidan, che l'avrebbe imposto come una figura di spicco nei circoli teatrali di Tokyo. Nel 1934, recitò nel film Enoken no Seishun Suikoden e ottenne popolarità a livello nazionale. La sua successiva carriera cinematografica lo vide parata di un'intera parata di personaggi storici giapponesi, tra cui Kondō Isami e Sakamoto Ryōma, in una serie di film "jidai-geki" (drammi storici) e "chanbara" (dramma samurai), tra cui alcuni realizzati da Kajirō Yamamoto, Nobuo Nakagawa e Akira Kurosawa (che lo diresse nel celebre Gli uomini che mettono il piede sulla coda della tigre del 1945).
Enomoto fu afflitto da una necrosi della gamba destra negli anni Cinquanta, che ne richiese alla fine l'amputazione. Ciò limitò la sua carriera cinematografica e teatrale. Tuttavia, fece un ritorno leggendario allo Shinjuku Koma Theater del 1963 indossando una protesi della gamba. Morì nel 1970 e fu sepolto nel tempio di Hase a Nishi-Azabu, Minato, Tokyo, sulla cui lapide è inciso "Il re della commedia".

## Filmografia parziale
- Enoken no Seishun Suikoden (1934)
- Enoken no Kondō Isami (エノケンの近藤勇) (1935)
- Enoken no Chakkiri Kinta (エノケンのちゃっきり金太) (1937)
- Enoken no ganbari senjutsu (1939)
- Enoken no songokū: songokū zenko-hen (1940)
- Gli uomini che mettono il piede sulla coda della tigre (1945)
- Shin baka jidai: Zenpen (新馬鹿時代 前篇), regia di Kajirō Yamamoto (1947)
- Tokyo Kid (東京キッド) (1950)
- Enoken no sokonuke daihōsō (エノケンの底抜け大放送 - 1950)

## Doppiatori italiani
- Alberto Caneva in Gli uomini che mettono il piede sulla coda della tigre (doppiaggio tardivo)

## Fonti
- 「父から子におくる一億人の昭和史：人物現代史」(100 Million People's Showa History, from Father to Child: Historical Biographies), Mainichi Shimbun Press, 1977.